# Musikåret 1869

## Händelser
- 3 april – Edvard Griegs Pianokonsert i a-moll, op. 16 uruppförs på Casino i Köpenhamn med Edmund Neupert som solist.
- 18 februari – Slutversionen av Ein deutsches Requiem av Johannes Brahms uruppförs i Leipzig av Gewandhausorkestern under ledning av Carl Reinecke.
- 22 september – Richard Wagners opera Rhenguldet har urpremiär på Nationaltheater i München.

## Födda
- 7 februari – Augusta von Otter (död 1946), svensk tonsättare.
- 3 mars – Henry Wood (död 1944), brittisk dirigent.
- 5 april – Albert Roussel (död 1937), fransk tonsättare.
- 5 maj – Hans Pfitzner (död 1949), tysk tonsättare.
- 8 maj – Erik Högberg (död 1960), svensk musiker, dirigent och tonsättare.
- 19 maj – Ellen Heijkorn (död 1950), svensk tonsättare och viskompositör.
- 6 juni – Siegfried Wagner (död 1930), tysk tonsättare och dirigent.
- 10 juni – Svante Nilsson (död 1942), svensk medaljkonstnär, sångtextförfattare och lutsångare.
- 14 augusti – Armas Järnefelt (död 1958), finländsk tonsättare.
- 6 september – Walford Davies (död 1941), engelsk tonsättare.
- 21 september – Henryk Melcer-Szczawiński (död 1928), polsk pianist och tonsättare.

## Avlidna
- 17 januari – Aleksandr Dargomyzjskij, 55, rysk tonsättare.
- 8 mars – Hector Berlioz, 65, fransk tonsättare.
- 1 april – Alexander Dreyschock, 50, böhmisk pianist och tonsättare.
- 15 april – August Wilhelm Bach, 72, tysk tonsättare och organist.
- 20 april – Carl Loewe, 72, tysk tonsättare.
- 10 maj – Bernhard Molique, 66, tysk violinist och tonsättare.
- 15 juni – Albert Grisar, 60, belgisk tonsättare.
- 13 november – August Berwald, 71, svensk violinist och tonsättare.
- 29 november – Giulia Grisi, 58, italiensk operasångare.
- 18 december – Louis Moreau Gottschalk, 40, amerikansk pianist och tonsättare.